# Francocanadencs
|  | No s'ha de confondre amb quebequesos. |

Els francocanadencs (en francès: canadiens français; en anglès: french canadians) són, històricament, els habitants del Canadà els avantpassats dels quals vivien en els assentaments francesos originals del que avui és el Quebec. En un context contemporani, el terme també fa referència a qualsevol canadenc francòfon. Amb l'excepció dels acadians, que tenen una història diferent, la majoria dels francocanadencs són descendents d'agricultors francesos que van colonitzar l'àrea actualment compresa pel Quebec durant el període colonial del Canadà que va començar al segle xvii.
En anglès, el terme french canadian diferix de franco-canadian que este últim no implica necessàriament un llarg llinatge ancestral que haja habitat en sòl canadenc, sinó que també s'usa per a designar immigrants recents de França o un altre país francòfon. No obstant això, les dites diferències no són marcades en català per mitjà de l'ús de dos termes distints, ja que s'usa la paraula "francocanadenc" per a designar qualsevol d'eixos dos grups.
Els canadencs francòfons viuen per tot el Canadà. Sis milions d'ells estan concentrats al Quebec, on constituïxen el grup lingüístic predominant, mentre que un altre milió està dispers al voltant de la resta del país. Aproximadament un 21% dels ciutadans canadencs parlen francès i el 25% és d'ascendència francocanadenca. No tots els francòfons són descendents de francesos, especialment en el Quebec actual, i no totes les persones amb avantpassats francesos utilitzen eixa llengua exclusiva o primàriament.
La cultura francòfona forma part de la literatura i cultura canadenques.

## Grups francocanadencs
Els francocanadencs poden ser agrupats geogràficament segons la seua província d'origen:
- Québécois(e), província del Quebec
- Franco-Terreneuvians, província de Terranova i Labrador
- Franco-Ontarians, província d'Ontario
- Franco-Manitobains (Franco-Manitobans), província de Manitoba
- Fransaskois, província de Saskatchewan
- Franco-Albertains (Franco-Albertans), província d'Alberta
- Franco-Colombiens (Franco-Columbians), província de la Colúmbia Britànica
- Franco-Yukonnais, territori de Yukon
- Franco-Tenois, territoris del Nord-oest
- Franco-Nunavois, territori de Nunavut

(Els noms d'estos grups van ser escrits en els seus noms originals, és a dir, en francès, per a evitar traduccions errònies. Entre parèntesis estan els noms en anglès d'aquells grups els noms dels quals són diferents dels del francès)
Els metis no són classificats com a francocanadencs, però sí que conformen un grup francòfon separat, encara que també parlen anglés, michif i, antigament, bungi, que està extint.
Existix també una comunitat francoamericana en els Estats Units, particularment a Nova Anglaterra, que són majoritàriament descendents de francocanadencs, així com altres tenen els seus orígens en Acàdia, especialment en el límit entre Maine i Nova Brunswick. Els cajuns en Louisiana descendixen de les poblacions acadianes procedents de Nova Escòcia, encara que alguns assentaments francòfons tenen les seues arrels al Quebec, St. Dominigue (actualment Haití), Mobile (ciutat d'Alabama), o directament a França.

### Quebec
Al Quebec el terme "francocanadenc" ha estat cada vegada més rebutjat des del naixement del nacionalisme quebequès durant la Revolució Tranquil·la de la dècada del 1960. Les institucions públiques de la província de Quebec diuen "québécois" als ciutadans quebequesos.
Açò reflecteix els forts llaços socials, culturals i polítics entre els quebequesos d'origen francocanadenc, la majoria dels quals són francòfons. "Québécois" també es referix a qualsevol resident de Quebec; esta paraula va començar a utilitzar-se per a aquella designació cívica després de la Revolució Tranquil·la, introduint una ambigüitat en el significat del vocable que moltes vegades és utilitzat fora del context polític.
Hui en dia, la utilització dels termes "québécois" (masculí) i "québécoise" (femení) és sovint preferida per a expressar la seua identitat cultural i nacional. Per a les generacions més jóvens, la paraula "francocanadenc" és fins desconeguda, o bé, descoberta per aquells que aprenen anglès i/o es relacionen amb anglòfons. Els francòfons que s'identifiquen a si mateixos com québécois i que no tenen avantpassats francesos no són inclosos dins del grup de francocanadencs.

### Altres ubicacions pel Canadà
Hi ha molts assentaments urbans al Canadà que tenen una significativa població francocanadenca fora de Quebec, entre els quals es troben:
- Port au Port Península (Terranova i Labrador)
- Edmundston (Nova Brunswick)
- Moncton (Nova Brunswick)
- Ottawa (Ontario)
- Cornwall (Ontario)
- Sudbury (Ontario)
- Windsor (Ontario)
- Winnipeg (Manitoba)
- Régio Rivière-la-Paix (Alberta)

Allí, el francés està protegit davall els drets de llengua minoritària segons la Constitució del Canadà des de 1982, defenent-ho de les accions dels governs provincials que han sigut històricament indiferents i hostils respecte a la seua utilització. Conseqüentment, els francocanadencs de fora de Quebec s'identifiquen com a tals més positivament que els quebequesos; esta identificació tendix més a complementar que a reemplaçar els grups provincials.

## Història
Els francesos van ser els primers europeus a establir colònies permanents en el que hui és el Quebec. Les colònies de Nova França es van estendre després al llarg del territori actualment comprés per les províncies Marítimes, sud del Quebec i Ontario, i també la vall del riu Mississipi. El primer assentament europeu al Canadà va ser Port Royal fundat en 1605. Els territoris de Nova França eren Canadà, Acàdia i Louisiana, i els seus habitants es deien a si mateixos Canadiens, Acadiens i Louisianais respectivament.
Encara després de la conquista britànica de Nova França en 1760 durant la guerra franco-índia, els francocanadencs van continuar sent part important de la vida en les colònies.
Els britànics van obtindre Acàdia després del Tractat d'Utrecht (1713), i a causa d'allò el 75% de la població acadiana va emigrar a altres colònies britàniques al començament de la guerra franco-índia. Els francocanadencs van escapar en part per la feta que l'acta de capitulació els convertia en subjectes de nacionalitat britànica. No va ser fins a 1744, amb l'Acta de Quebec, que es va tornar a adoptar el sistema legal francès. En 1791 els francocanadencs del Davall Canadà van ser introduïts al sistema parlamentari britànic al crear-se una Assemblea Legislativa electa.
Com a conseqüència que l'Assemblea Legislativa no tenia poder real, la situació política es va degenerar en la Rebel·lió del Davall Canadà de 1837-1838, a partir de la qual aquella colònia es va unificar amb l'Alt Canadà. Un dels motius per a la dita unió va ser la de limitar el poder polític francocanadenc. Després de diverses dècades d'immigració britànica, els Canadiens es van tornar una minoritat en la província del Canadà en la dècada de 1850.
Les contribucions francocanadencs van jugar papers essencials en l'assegurament d'un govern responsable per a l'Alt i el Davall Canadà i en la formació de la Confederació Canadenca. No obstant això, durant els segles xix i xx el seu descontentament va créixer i, com a conseqüència, al voltant d'1 milió de francocanadencs van emigrar des de la província del Quebec a Nova Anglaterra. La raó d'este èxode va ser principalment econòmica, encara que també política.
Des de 1968, el francès ha sigut una de les dues llengües oficials del Canadà. És a més l'única llengua oficial del Quebec i una d'elles en Nova Brunswick, els Territoris del Nord-oest i Nunavut. Els dialectes parlats al Canadà són quelcom diferent d'aquells parlats a França.

## Ús actual
En anglès els termes utilitzats per a designar els grups provincials tot sovint es definixen únicament per la província de residència i són totalment intercanviables per "francocanadenc". Malgrat que este darrer terme s'empra força en la dita llengua (la traducció de la qual seria "french canadian"), molts canadencs el consideren antiquat, especialment al Quebec. La majoria dels habitants del Canadà de llengua francesa utilitzen les designacions particulars segons la seua província d'"origen" encara que visquen fora; per exemple, un québécois que es muda a una altra província o territori resta considerat com a tal i no canvia de grup per això.
El terme "francocanadenc" és usat encara en els contextos històric i cultural, o quan es desitja designar els membres de la col·lectivitat del dit origen, com en el nom i mandats d'organitzacions nacionals que servixen a les comunitats minoritàries francòfones al voltant del país. Els canadencs francòfons sense un origen francocanadenc, com a immigrants d'altres països en què es parla francès, no solen ser designats pel terme en qüestió; la paraula "francòfon", d'ús més general, al·ludix als canadencs de parla francesa de qualsevol origen ètnic.

## Organitzacions
- Fédération culturelle canadienne-française (Federació cultural francocanadenca) Arxivat 2006-07-14 a Wayback Machine.
- Association canadienne-française pour l'avancement des sciences (Associació francocanadenca per al desenvolupament de les ciències)
- Fédération de la jeunesse canadienne-française (Federació juvenil francocanadenca)